# Progress (Oregon)
Progress az Amerikai Egyesült Államok Oregon államának Washington megyéjében elhelyezkedő egykori önkormányzat nélküli település; részben Beaverton, részben Tigard területén fekszik.

## Elhelyezkedése
Beavertont és Tigardot a Scholls Ferry Road választja el. A városrész az Oregon Route 141, az OR-210 és az OR-217 csomópontjában fekszik. Itt található az 1973–1974-ben átadott Washington Square bevásárlóközpont.
Erre halad a Portland and Western Railroad Tigard és Beaverton közötti mellékvonala, amit a Westside Express Service is használ; Hall/Nimbus megállóhely Progress nyugati határán található.

## Éghajlat
A városrész éghajlata mediterrán (a Köppen-skála szerint Csb).

## Fordítás
- Ez a szócikk részben vagy egészben  a   Progress, Oregon című angol Wikipédia-szócikk ezen változatának fordításán alapul.  Az eredeti cikk szerkesztőit annak laptörténete sorolja fel. Ez a jelzés csupán a megfogalmazás eredetét és a szerzői jogokat jelzi, nem szolgál a cikkben szereplő információk forrásmegjelöléseként.